# Ragnar Svensson
Sten Ragnar Svensson (* 22. Juni 1934 in Osby) ist ein ehemaliger schwedischer Ringer.

## Werdegang
Ragnar Svensson begann im Alter von 17 Jahren im Jahr 1951 in Klippan mit dem Ringen. Er wurde Mitglied im Klippan Athletbund (AB). Seinerzeit entwickelte sich Klippan zu einem schwedischen Ringerzentrum. Ragnar profitierte davon und wuchs schon bald im Schwergewicht in die schwedische Elite hinein. Zwar dominierte zunächst noch Bertil Antonsson in Schweden das Ringergeschehen im Schwergewicht, aber Ragnar wurde bereits ab 1956 bei den damals sehr populären Länderkämpfen eingesetzt. Im ersten Länderkampf, den er bestritt, rang er gleich gegen den sowjetischen Olympiasieger von 1956 Anatoli Parfenow, dem er knapp nach Punkten unterlag. 1959 erreichte er in einem weiteren Länderkampf gegen die Sowjetunion gegen den mehrfachen Weltmeister Iwan Bogdan ein hervorragendes Unentschieden. Im gleichen Jahr rang er in einem Länderkampf gegen die Bundesrepublik Deutschland auch gegen Wilfried Dietrich aus Schifferstadt unentschieden.
Sein Debüt bei einer internationalen Meisterschaft gab Ragnar im Jahr 1958 bei der Weltmeisterschaft im griechisch-römischen Stil in Budapest. Er erreichte dabei im Schwergewicht einen guten 4. Platz. Ihm gelang bei dieser WM zwar nur ein Sieg, aber er rang gegen die Weltklasseathleten Ljutwi Dschiber Achmedow aus Bulgarien und Hamit Kaplan aus der Türkei immerhin unentschieden.
Auch bei den Olympischen Spielen 1960 in Rom wurde Ragnar eingesetzt. Er kam dort auf den 8. Platz im griechisch-römischen Stil. Gegen Wilfried Dietrich und Iwan Bogdan verlor er dabei.
Bei der Weltmeisterschaft in Yokohama erreichte Ragnar im griechisch-römischen Stil wieder den 4. Platz. Er rang dabei dreimal Unentschieden und schied nach der 3. Runde wegen des Erreichens von 6 Fehlerpunkten aus.
Im Jahr 1962 war er bei der Weltmeisterschaft in Toledo wieder mit dabei. Er rang dabei in beiden Stilarten. Im freien Stil erreichte er den 5. Platz, im griechisch-römischen Stil traf er gleich auf die besten Schwergewichtler jener Zeit István Kozma aus Ungarn und Anatoli Roschtschin aus der Sowjetunion, mit denen er über die volle Ringkampfzeit ging und nur nach Punkten unterlag.
Bei der Weltmeisterschaft 1963 im heimischen Helsingborg erreichte Ragnar seinen größten Erfolg als Ringer. Er wurde Vizeweltmeister im griechisch-römischen Stil. Auch bei den Olympischen Spielen in Tokio schnitt er mit einem 5. Platz gut ab. Nach drei Siegen scheiterte er dabei wieder an Anatoli Roschtschin.
In den Jahren 1965 und 1966 platzierte sich Ragnar bei den internationalen Meisterschaft auf sechsten und siebten Plätzen, hatte aber dabei das Pech dreimal auf István Kozma, zweimal auf Nikolai Schmakow und einmal auf Anatoli Roschtschin zu treffen, die er nicht besiegen konnte.
Einen sehr guten Abschluss fand die Karriere von Ragnar Svensson im Jahr 1968, denn er gewann bei der Europameisterschaft in Västerås eine Bronzemedaille, dabei gelang ihm sogar ein Sieg über den sowjetischen Vertreter Anatoli Kotschnew. Bei den Olympischen Spielen 1968 in Mexiko-Stadt verpasste er eine Medaille mit einem guten 4. Platz nur knapp.
Nach den Olympischen Spielen 1968 trat Ragnar, der von Beruf Kraftfahrer war, vom Ringkampfsport zurück.
Die Ergebnisse der internationalen Meisterschaften und einiger anderer Turniere, an denen er teilnahm, sind aus dem folgenden Abschnitt zu ersehen.

## Internationale Erfolge
(OS = Olympische Spiele, WM = Weltmeisterschaft, EM = Europameisterschaft GR = griechisch-römischer Stil, F = Freistil, S = Schwergewicht, damals bis 1960 über 87 kg Körpergewicht und ab 1961 über 97 kg Körpergewicht)
- 1958, 4. Platz, WM in Budapest, GR, S, mit Sieg über Czesław Walicht, Polen und Unentschieden gegen Ljutwi Dschiber Achmedow, Bulgarien, Ladislav Bakšaj, Jugoslawien und Hamit Kaplan, Türkei;
- 1960, 8. Platz, OS in Rom, GR, S, mit Unentschieden gegen Ran Tari, Türkei und Niederlagen gegen Wilfried Dietrich, BRD und Iwan Bogdan, UdSSR;
- 1961, 1. Platz, „Klippan“-Turnier, GR, S, vor Miodrag Čitaković, Jugoslawien und Lennart Persson, Schweden;
- 1961, 4. Platz, WM in Yokohama, GR, S, mit Unentschieden gegen István Kozma, Ungarn, Hamit Kaplan und Bohumil Kubát, CSSR;
- 1962, 2. Platz, „Klippan“-Turnier, GR, S, hinter Wilfried Dietrich und vor Milec Stoykow, Jugoslawien;
- 1962, 5. Platz, WM in Toledo/USA, F, S, mit einem Unentschieden gegen János Reznák, Ungarn und Niederlagen gegen Alexander Wladimirowitsch Iwanizki, UdSSR und Wilfried Dietrich;
- 1962, 8. Platz, WM in Toledo/USA, GR, S, nach Niederlagen gegen Anatoli Roschtschin, UdSSR und István Kozma;
- 1963, 1. Platz, „Klippan“-Turnier, GR, S, vor Lennart Eriksson, Schweden und Törnström, Dänemark;
- 1963, 2. Platz, WM in Helsingborg, GR, S, mit Siegen über Borislav Pavićević, Jugoslawien, Yoshinari Morita, Japan und Jussi Mäki-Hukkala, Finnland, einem Unentschieden gegen Ljutwi Dschiber Achmedow und einer Niederlage gegen Anatoli Roschtschin;
- 1963, 1. Platz, "Werner-Seelenbinder"-Turnier in Leipzig, GR, S, vor Werner Tschimmel u. Dieter Jerschneck, bde. DDR;
- 1964, 5. Platz, OS in Tokio, GR S, mit Siegen über Radoslaw Kassabow, Bulgarien, Ștefan Stîngu, Rumänien und Robert Pickens, USA und einer Niederlage gegen Anatoli Roschtschin;
- 1965, 1. Platz, „Klippan“-Turnier, GR, S, vor Roland Bock, BRD und Miodrag Čitaković;
- 1965, 6. Platz, WM in Tampere, GR, S, mit Sieg über Larry Kristoff, USA und Niederlagen gegen István Kozma, und Nikolai Schmakow, UdSSR;
- 1966, 1. Platz, „Klippan“-Turnier, GR, S, vor Roland Bock und Walter Kleemann, Dänemark;
- 1966, 7. Platz, EM in Essen, GR, S, mit einem Siegen über Miodrag Čitaković und Niederlagen gegen Anatoli Roschtschin und István Kozma;
- 1966, 6. Platz, WM in Toledo/USA, GR, S, mit Unentschieden gegen Radoslaw Kassabow und Niederlagen gegen István Kozma und Nikolai Schmakow;
- 1967, 1. Platz, „Klippan“-Turnier, GR, S, vor Heinz Eichelbaum, BRD und Roman Bierla, Polen;
- 1968, 3. Platz, EM in Västerås, GR, S, mit Siegen über Arje Nadbornik, Finnland und Anatoli Kotschnew, UdSSR, Unentschieden gegen Roland Bock und Stefan Petrow, Bulgarien und Niederlagen gegen Petr Kment, CSSR und István Kozma;
- 1968, 4. Platz, OS in Mexiko-Stadt, GR, S, mit Siegen über Edward Wojda, Polen, Arje Nadbornik und Raymond Uytterhaeghe, Belgien, einem Unentschieden gegen Roland Bock und einer Niederlage gegen Petr Kment;
- 1969, 2. Platz, „Klippan“-Turnier, GR, S, hinter Horst Schwarz, BRD und vor Karozewski, Polen